# Idelʹson (cràter)
Idelʹson és un cràter d'impacte que es troba a la cara oculta de la Lluna, just darrere del terminador lunar sud, en una regió que de vegades queda a la vista de la Terra a causa de la libració. Idelʹson està situat al sud-oest de l'enorme plana emmurallada del cràter Schrödinger.

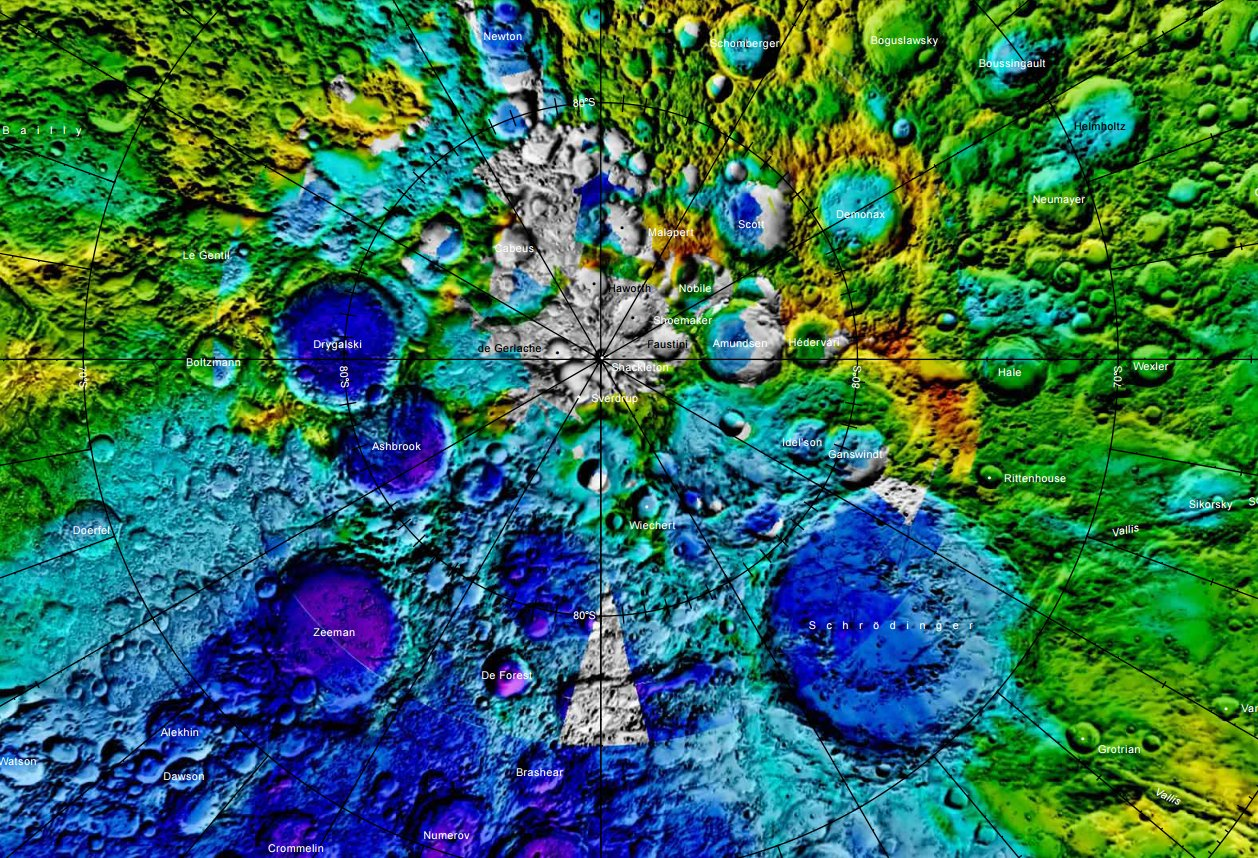
Localització d'Idelʹson (centre dreta de la imatge)
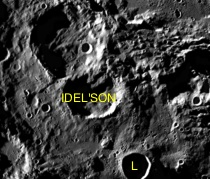
Cràters satèl·lit

La vora nord d'Idelʹson està coberta pel cràter més gran Ganswindt, invertint l'ordre habitual de cràters més petits sobre els impactes més grans que solen veure's a la Lluna. El glacis exterior de Ganswindt cobreix gairebé la meitat del sòl interior d'Idelʹson, assolint el punt mig. La resta de l'interior i la vora del cràter han estat parcialment coberts per materials ejectats, produint una superfície arrodonida i grumollosa. Tot i així, la vora que subsisteix continua sent distingible, i no està coberta per cap altra marca notable. L'impacte més gran dins de l'interior és un minúscul cràter al costat de la paret interior sud-oriental.

## Cràters satèl·lit
Per convenció aquests elements són identificats en els mapes lunars posant la lletra en el costat del punt central del cràter que està més proper a Idelʹson.
| Idelʹson | Coordenades                            | Diàmetre |
| -------- | -------------------------------------- | -------- |
| L        | 84° 12′ S, 115° 48′ E / 84.2°S,115.8°E | 28 km    |